# Федоров Ілля Павлович
Ілля́ Па́влович Счастлі́вцев (Фе́доров) (1896, місто Одеса — 1937, місто Москва, тепер Російська Федерація) — радянський діяч, голова Одеської окружної ради профспілок. Член Центральної Контрольної Комісії КП(б)У в грудні 1925 — червні 1930 року. Член ВУЦВК.

## Життєпис
Походив із селян Курської губернії. Батько, Павло Ілліч Счастлівцев, воював під час російсько-турецької війни. Після демобілізації одружився із селянкою Анастасією Романівною та переїхав до Одеси.
Ілля закінчив чотири класи народного училища в Одесі. Працював слюсарем, токарем Одеського водогону, монтером жарового освітлення в Одесі.
У революційному русі з 1913 року, неодноразово заарештовувався.
Член РСДРП(б) з 1916 року.
У 1918 році організував загін та брав участь у встановленні радянської влади в Одесі (район Молдаванки та вокзалу). Під час німецької та австро-угорської військової присутності в Одесі перебував у підпіллі, керував районним комітетом РКП(б). Після захоплення Одеси радянськими військами у 1919 році був головою районного комітету КП(б)У та головою районного виконавчого комітету в місті Одесі.
У 1919 році, під час наступу українських військ Директорії на Одесу, пішов добровільно в Червону армію, брав участь у боях проти військ УНР та анархістських загонів Нестора Махна як батальйонний комісар.
Після закінчення громадянської війни на партійній та профспілковій роботі. 
На 1924 рік — завідувач культвідділу Одеської губернської ради профспілок. На 1925 рік — секретар Одеської губернської ради профспілок.
На 1925—1927 роки — голова Одеської окружної ради профспілок.
У 1927 році офіційно змінив своє прізвище Счастлівцев на підпільне псевдо Федоров.
У 1930—1935 роках навчався за спеціальністю літакобудування у Всесоюзній промисловій академії в Москві.
Помер у 1937 році в лікарні в Москві.